# ProfiAuto
ProfiAuto – ogólnopolska sieć hurtowni motoryzacyjnych, sklepów i serwisów samochodowych, założona w 2009 roku przez firmę Moto-Profil. 

## O sieci
ProfiAuto to największa w Polsce i jedna z największych w Europie Środkowo-Wschodniej sieć niezależnych hurtowni i sklepów motoryzacyjnychh.  Niemal 270 partnerów handlowych oferuje w jej ramach części i akcesoria renomowanych dostawców do wszystkich typów samochodów osobowych; obecnie dostarczają oni komponenty motoryzacyjne do ponad 3000 warsztatów działających pod szyldem ProfiAuto Serwis. Dołączenie do sieci wiąże się ze spełnieniem wymogów formalno-technicznych. Sprzedawane za pośrednictwem sieci części i akcesoria samochodowe pochodzą od największych producentów i są przeznaczone do wszystkich typów samochodów osobowych i dostawczych. Sieć ProfiAuto w swoim portfolio posiada jeszcze dwie marki: Oyodo i JPN.

## Marka ProfiPower
W 2018 roku sieć ProfiAuto wprowadziła na rynek markę części samochodowych ProfiPower – Siła jakości. Asortyment ProfiPower jest przeznaczony do najpopularniejszych aut na rynku i obejmuje m.in. akumulatory, filtry, wycieraczki, a także elementy układu hamulcowego oraz zawieszenia. Części samochodowe ProfiPower są dostępne w sklepach i hurtowniach sieci ProfiAuto w całej Polsce. Marka ProfiPower została laureatem ogólnopolskiego programu promocyjnego „Dobra Marka 2020 – jakość, zaufanie, renoma”.

## Targi ProfiAuto Show
ProfiAuto jest organizatorem corocznych targów motoryzacyjnych ProfiAuto Show – największej na południu Polski imprezy motoryzacyjnej, przeznaczonej zarówno dla profesjonalistów z branży automotive, jak i fanów motoryzacji. W dniach 8-9 czerwca 2019 r. odbyła się XVI edycja imprezy, organizowana pod hasłem „Napędzane pasją". W trakcie ProfiAuto Show 2019, w katowickim Spodku i Międzynarodowym Centrum Kongresowym zaprezentowało się 150 wystawców z Polski i świata. Targi przyciągnęły rekordową liczbę 46 000 uczestników. Edycje 2020 i 2021 wydarzenia zostały odwołane ze względu na pandemię COVID-19.

## ProfiAuto PitStop
Sieć ProfiAuto jest pomysłodawcą wydarzenia ProfiAuto PitStop – cyklicznych akcji bezpłatnego sprawdzania stanu technicznego pojazdów, których celem jest uświadamianie kierowców o wpływie stanu technicznego samochodu na bezpieczeństwo jazdy. Akcje ProfiAuto PitStop organizowane są w różnych regionach Polski, a od 2016 roku także w Czechach i na Słowacji. W latach 2014–2019 przeprowadzono blisko pół tysiąca ProfiAuto PitStopów, a w ich trakcie sprawdzono stan prawie 35 000 samochodów. W 2019 roku akcje przeprowadzono w ponad 80 miastach w Polsce, Czechach i na Słowacji, gdzie zweryfikowano stan techniczny ponad 6500 aut.

## Projekt Warsztat
We wrześniu 2016 roku stacja TVN Turbo rozpoczęła emisję I sezonu programu telewizyjnego Projekt Warsztat (7 odcinków), który powstał z inicjatywy ProfiAuto. Każdy odcinek pokazywał historię innego, polskiego warsztatu samochodowego, który przechodził metamorfozę, aby działać efektywniej. Prowadzącymi programu zostali: Łukasz Ryś – kierownik działu szkoleń ProfiAuto oraz Mariusz Maksym, koordynator sieci ProfiAuto Serwis. Każdy odcinek I sezonu obejrzało średnio 100 000 widzów, co plasowało program w czołowej piątce tygodnia TVN Turbo. Projekt Warsztat otrzymał wyróżnienie w Konkursie Kreacji w Reklamie „Kreatura” 2016 w kategorii „Content marketing/Branded content". Emisja drugiej edycji programu odbyła się jesienią 2017 roku.

## ProfiAuto Racing Team
Marka ProfiAuto jest sponsorem zespołu rajdowego ProfiAuto Racing Team, rywalizującego m.in. w Górskich Samochodowych Mistrzostwach Polski, Classicauto Cup, Rajdzie Barbórka oraz Rajdowych Samochodowych Mistrzostwach Śląska. Kierowcą ProfiAuto Racing jest Michał Tochowicz.

## Ranking awaryjności samochodów
Sieć ProfiAuto stworzyła pierwszy w Polsce „Ranking awaryjności samochodów według polskich mechaników”. Badanie przeprowadzono metodą CATI wśród 1300 polskich mechaników w miesiącach lipiec-sierpień 2017. Mechanikom zadawano 4 pytania dotyczące trzech wybranych modeli samochodów spośród 50 najpopularniejszych według analizy popularności Google Trends. Ankietowani, na podstawie swojego doświadczenia, wskazywali 5 najczęściej pojawiających się typów usterek w danym modelu. Oceniali niezawodność auta w skali 1-6 w 4 kategoriach: karoseria, układ elektryczny, napęd i zawieszenie. Wskazywali również najlepszą (najmniej zawodną) wersję silnika wybranego modelu oraz odpowiadali na pytanie "Czy poleciłby Pan ten samochód lubianemu członkowi rodziny?". Wyniki zostały zaprezentowane w formie raportu, który spotkał się z medialnym oddźwiękiem. 

## ProfiAuto – inne inicjatywy
Sieć ProfiAuto wspierała Imagine Cup – polską edycję największego konkursu technologicznego Microsoft dla studentów. Wspólnie z Philips była inicjatorem projektu Light Side – maratonu tworzenia innowacyjnego rozwiązania z zakresu oświetlenia samochodowego. Wraz z firmą Moto-Profil angażuje się w lokalne akcje charytatywne (np. Szlachetna Paczka). Prowadzi również bloga motoryzacyjnego oraz jest autorem „ProfiAuto Racing Cup. Wyścig po wiedzę” – projektu dla mechaników samochodowych, który łączy przekazywanie wiedzy z rywalizacją na torze wyścigowym. Ambasadorem pierwszych edycji ProfiAuto Racing Cup był Maciej Wisławski.